# ゴールドプラン (厚生労働省)
「ゴールドプラン」は高齢化社会に備えて、厚生省と大蔵省と自治省の合意で1989年に策定された「高齢者保健福祉推進10ヵ年戦略」の通称。その後「新ゴールドプラン」（1995年）、「ゴールドプラン21」（2000年）と続いた。

## ゴールドプラン
ゴールドプランは厚生省と労働省の1988年の「長寿・福祉社会を実現するための施策の基本的考え方と目標について」を踏まえたもの。ゴールドプランでは、10年間で6兆円以上を投じて、特別養護老人ホーム整備、ホームヘルパー・デイサービス・ショートステイの整備による在宅福祉対策などを進めるとされた。
ゴールドプランを受けた流れの中で、1991年6月の「老人福祉法等の一部を改正する法律」が制定された。

## 新ゴールドプラン
高齢化が当初の予想を超えて急速に進んだため、1994年に全面的に改定された新ゴールドプラン（高齢者保健福祉10ヵ年計画）が策定された。2000年4月の介護保険制度による需要増加に対応するため、在宅介護強化の数値目標として、ホームヘルパー17万人確保、訪問看護ステーション5000箇所設置などを掲げた。

## ゴールドプラン21
ゴールドプラン21は大蔵大臣・厚生大臣・自治大臣によって合意され1999年12月に発表された計画。
ゴールドプラン21は高齢者が「健康で生きがいをもって社会参加できる社会」を謳い、具体的施策として「いつでもどこでも介護サービス」「高齢者が尊厳を保ちながら暮らせる社会づくり」「『ヤング・オールド（若々しい高齢者）作戦』の推進」「支え合うあたたかな地域づくり」「保健福祉を支える基礎づくり」など、介護サービスの基盤整備と生活支援対策などが定められた。

## 評価
佛教大学の岡崎祐司はゴールドプランについて「介護問題への政策的対応を明確に数量目標で示したことや在宅福祉の位置づけやマンパワー確保を政策に明確に盛り込んでいること」について「過小評価できない」とした。